# IC 5173
IC 5173 је спирална галаксија у сазвјежђу Индијанац која се налази на листи објеката дубоког неба у Индекс каталогу.
Деклинација објекта је - 69° 21' 57" а ректасцензија 22h 14m 44,5s. Привидна величина (магнитуда) објекта IC 5173 износи 14,5 а фотографска магнитуда 15,2. IC 5173 је још познат и под ознакама ESO 76-8, AM 2210-693, Southern Integral-sign, PGC 68380.